# Baleizão
Baleizão é uma povoação portuguesa sede da Freguesia de Baleizão do Município de Beja, freguesia com 139,74 km² de área e 884 habitantes (censo de 2021), tendo, por isso, uma densidade populacional de 6,3 hab./km²

## Demografia
Nota: Nos anos de 1890 a 1930 tinha incluída a Freguesia de São Pedro de Pomares. Pelo decreto lei n.º 27.424, de 31/12/1936, aquela freguesia voltou a ter autonomia, mas foi extinta de novo pelo decreto lei n.º 39.448, de 23/11/1953, e incluída na Freguesia de Baleizão.
A população registada nos censos foi:
| Distribuição da População por Grupos Etários | Distribuição da População por Grupos Etários | Distribuição da População por Grupos Etários | Distribuição da População por Grupos Etários | Distribuição da População por Grupos Etários |
| -------------------------------------------- | -------------------------------------------- | -------------------------------------------- | -------------------------------------------- | -------------------------------------------- |
| Ano                                          | 0-14 Anos                                    | 15-24 Anos                                   | 25-64 Anos                                   | > 65 Anos                                    |
| 2001                                         | 109                                          | 151                                          | 527                                          | 269                                          |
| 2011                                         | 105                                          | 81                                           | 491                                          | 225                                          |
| 2021                                         | 96                                           | 83                                           | 489                                          | 216                                          |

## Morfologia urbana
Baleizão divide-se entre a Aldeia Velha ou Aldeia de Baixo e a Aldeia Nova ou Aldeia de Cima. Na Aldeia Velha encontram-se, tradicionalmente, os baleizoeiros mais ativos na política que se consideram os verdadeiros "comunistas" de Baleizão.

## Baleizão na literatura
A aldeia de Baleizão é assim descrita na obra Anatomia dos Mártires de João Tordo:
"É um conjunto de casas brancas com telhados em tijolo castanho, janelas de cantaria e portas extraordinariamente pequenas onde, durante as tardes, os locais se abrigam do calor. Tem uma escola, uma Junta de Freguesia e, no centro da aldeia, um busto de Catarina Eufémia sobre uma coluna branca cercada por uma pequena vedação onde, ao final da tarde, os velhos se sentam a descansar.

Há três cafés neste redondel.
(...) Andei ao acaso pelas ruas de alcatrão quente e as portas baixinhas, de laranjeiras podadas e cães vadios farejando as bermas." 

## Personalidades
- Catarina Eufémia

## Resultados eleitorais

### Eleições autárquicas (Junta de Freguesia)
| Partido      | %    | M    | %    | M    | %    | M    | %    | M    | %    | M    | %    | M    | %    | M    | %    | M    | %    | M    | %    | M    | %    | M    |
| Partido      | 1976 | 1976 | 1979 | 1979 | 1982 | 1982 | 1985 | 1985 | 1989 | 1989 | 1993 | 1993 | 1997 | 1997 | 2001 | 2001 | 2005 | 2005 | 2009 | 2009 | 2013 | 2013 |
| ------------ | ---- | ---- | ---- | ---- | ---- | ---- | ---- | ---- | ---- | ---- | ---- | ---- | ---- | ---- | ---- | ---- | ---- | ---- | ---- | ---- | ---- | ---- |
| FEPU/APU/CDU | 72,4 | 8    | 70,6 | 10   | 72,1 | 11   | 70,2 | 7    | 67,6 | 7    | 75,2 | 7    | 68,4 | 7    | 53,9 | 6    | 63,5 | 7    | 62,8 | 5    | 58,9 | 5    |
| PS           | 15,8 | 1    | 9,3  | 1    | 13,0 | 1    | 15,6 | 1    | 21,6 | 2    | 20,9 | 2    | 19,7 | 2    | 26,1 | 2    | 16,9 | 1    | 21,2 | 1    | 30,5 | 2    |
| UDP          |      |      | 17,7 | 2    | 11,7 | 1    | 10,6 | 1    | 8,2  | -    |      |      |      |      |      |      |      |      |      |      |      |      |
| B.E.         |      |      |      |      |      |      |      |      |      |      |      |      |      |      | 11,6 | 1    | 15,1 | 1    | 13,1 | 1    |      |      |